# Francisco Medina Martin
Francisco Medina Martín más conocido como “Franky” (Chichimilá, Yucatán, 2 de abril de 1968) es un ingeniero y político mexicano.

## Formación profesional.
En 1995, se recibió como Licenciado en Ingeniería Civil por el Instituto Tecnológico de Mérida.

## Actividades políticas.
Desde joven milita en el Partido Revolucionario Institucional después de que fracasara junto con su padre, Delio Medina, varias elecciones internas dentro del mismo. Llegan por primera vez al Palacio Municipal por medio de su hermano Jorge Adrián Medina Martín en el periodo de 1995 a 1998.

## Cargos públicos.
Ha ocupado el mencionado cargo tres veces no consecutivas en los periodos 2010 al 2012, 2015 al 2018 y 2021 al 2024, siendo el único en historia de Chichimilá que ha ocupado más veces la Primera Regiduría. En 2025, ocupara su cuarto periodo en la Presidencia Municipal.  

## Controversias.
En 2021, denunció penalmente a su antecesor, Samuel Uc Poot, junto con el Tesorero Municipal Desert Iván Martín Barrera, por no realizar la debida entrega recepción de su administración a la suya y de la otorgación de una anuencia de forma ilegal. Se cree que la verdadera intención del acto jurídico fue una venganza política porque durante la administración de Samuel se expulsó a su hermano Jorge de la Secretaría Municipal. En diciembre de 2023, el expresidente fue detenido por miembros de la Policía Estatal y encarcelado bajo el delito de uso ilícito de funciones y atribuciones; por lo que Franky Medina aprovechó la ocasión de limpiar la imagen de su administración ya que buscará la reelección por su partido en el 2024.
En el año 2022, el Tribunal Electoral del Estado de Yucatán lo sancionó a él y varios integrantes del Cabildo en la Administración 2021-2024 por no permitirle el registro a participación a los aspirantes José Cipriario Dzib Uitzil y Esteban May Dzul a participar por las Candidaturas de las Comisarías de San Salvador y Villahermosa, poblados que están en una controversia constitucional en la Suprema Corte de Justicia de la Nación ya que el Estado de Quintana Roo los reclama como de su entidad.
En el año 2024, el entonces presidente municipal de Chichimilá, Franky, buscaba la reelección para un nuevo mandato. Sin embargo, su candidatura fue impedida por un fallo de la Sala Superior del Tribunal Electoral del Poder Judicial de la Federación. La decisión judicial se fundamentó en la intervención directa de funcionarios de su administración durante los cómics anteriores, lo que violó las normas electorales vigentes.
Como resultado de este fallo, se ordenó la realización de elecciones extraordinarias en Chichimilá, siendo uno de los dos municipios en todo el Estado de Yucatán, junto con Izamal, que celebrarán dichos comicios para elegir a sus autoridades municipales.